# 모함마드 레자 게라에이
모함마드 레자 게라에이(페르시아어: محمدرضا گرایی,‎ 1996년 7월 25일~)는 이란의 레슬링 선수이다. 2020년 하계 올림픽 남자 그레코로만형 라이트급에서 금메달을 획득했으며 세계 선수권 대회에서 금메달 1개, 은메달 1개, 아시안 게임에서 동메달 1개, 아시아 선수권 대회에서 금메달 1개를 획득했다.

## 개인사
형인 모함마드 알리도 레슬링 선수이다.